# Árpád Szakasits
Árpád Szakasits (6. prosince 1888 Budapešť – 3. května 1965 Budapešť) byl maďarský politik, nejprve sociálnědemokratické, posléze komunistické orientace. V letech 1948 až 1950 byl prezidentem Maďarska (funkce se od roku 1949 nazývala předseda Prezidiální rady Maďarské lidové republiky). Byl prvním komunistou ve funkci maďarského prezidenta.
Původním povoláním byl kameník. Podílel se na revoluci Bély Kuna v roce 1919. Po porážce revoluce byl tři roky vězněn. V letech 1925-1928 působil jako místopředseda odborového svazu stavebních dělníků, od roku 1938 jako jeho předseda. V roce 1939 se stal generálním tajemníkem Maďarské sociálnědemokratické strany (Magyarországi Szociáldemokrata Párt) a v roce 1940 šéfredaktorem jejích novin Népszava. V roce 1945 byl jmenován státním ministrem, v letech 1947-1948 byl místopředsedou vlády. Původně byl proti sloučení s Maďarskou komunistickou stranou do Maďarské strany pracujících, ale v průběhu poválečného období změnil názor. Vynucené odstoupení Zoltána Tildyho z funkce prezidenta a jeho nahrazení právě Szakasitsem bylo důležitým mezníkem v procesu úplného převzetí moci komunisty. V roce 1950 byl Szakasits ovšem zatčen a na základě vykonstruovaných obvinění z válečných zločinů, špionáže a spiknutí odsouzen na doživotí. V březnu 1956 byl propuštěn. Později byl také rehabilitován. Po maďarské revoluci roku 1956 se nicméně rozhodl být loajální k novému okupačnímu režimu, což znovu nastartovalo jeho politickou kariéru. Roku 1958 se stal předsedou Národního sdružení maďarských novinářů a znovu byl zvolen poslancem. V roce 1960 byl zvolen předsedou Národní rady míru a v letech 1959 až 1963 byl také předsedou Světové federace Maďarů. Až do své smrti byl členem Ústředního výboru Maďarské socialistické dělnické strany, která se po revoltě v roce 1956 stala novou hegemonní silou komunistického režimu.
Přes 40 let byl esperantistou, účastnil se esperantských kongresů a byl členem Mezinárodního patronátního výboru pro Světový esperantský kongres v roce 1959. Jeho pravnukem je maďarský politik András Schiffer, zakladatel strany Politika může být jiná.